# Повстання секти Небесного розуму
Повста́ння се́кти Небе́сного ро́зуму (спрощ.: 天理教起义; піньїнь: Tiānlǐ-jiào qǐyì) — релігійне визвольне повстання у 1813–1814 роках в Китаї часів маньчжурської династії Цін. Організоване китайською амідаїстською таємною сектою «Небе́сний ро́зум» (спрощ.: 天理教; піньїнь: Tiānlǐ-jiào), дочірнім товариством секти «Білий лотос». Провідниками повстання були Лін Цін з провінції Чжілі та Лі Веньчен з провінції Хенань. Військо Ліна складалося з євнухів, ремісників та інших різночинців, а військо Лі — з бідних селян. Напередодні повстання влада заарештувала Лі Веньчена в повіті Хуа провінції Хенань. У відповідь його сили самостійно розпочали військові дії, захопили повіт і визволили командира. Незважаючи на ці успіхи урядова, армія розбила повсталих за три місяці, а Лі стратила. Так само у перші дні повстання загинув Лін Цін, який здійснив безуспішний напад на Заборонене місто в Пекіні. Незважаючи на провал повстання, воно було шоком для маньчжурської еліти, яка поступово стала втрачати контроль над столицею.